# Антониу, Касия
Ка́сия Анто́ниу (порт. Cacia Antonio; род. 6 мая 2001, Луанда, Ангола) — ангольская баскетболистка, выступающая на позиции разыгрывающего защитника за Университет Нью-Мексико.

## Карьера

### Клубная
В период 2022—2023 годов выступала за ангольский клуб «Интер» (Луанда). Затем пополнила состав «Нью-Мексико Джуниор Колледж». В первом сезоне завоевала награду «Новичок года» по версии Национальной ассоциации студенческого спорта на уровне колледжей. Набирала в среднем 14,8 очка, делала 7,9 подбора, 4,2 передачи, 2,7 перехвата за игру и оформила восемь дабл-даблов В сезоне 2024/2025 сыграла в 33 матчах, делая в среднем 6,4 подбора, 3,1 передачи, 1,9 перехвата за игру и оформив пять дабл-даблов. По итогам сезона была признана игроком года по версии Ассоциации тренеров женского баскетбола. В 2025 году стала игроком Университета Нью-Мексико.

### В сборной
Финалистка чемпионата Африки среди девушек до 16 лет 2017 года. Участница чемпионата мира среди девушек до 17 лет, проходившего в Минске. В 2023 году дебютировала в составе женской национальной команды на чемпионате Африки.